# 新潟県道220号白根亀田線
新潟県道220号白根亀田線（にいがたけんどう220ごう しろねかめだせん）は、新潟県新潟市南区から、同市秋葉区を経由して同市江南区に至る一般県道である。

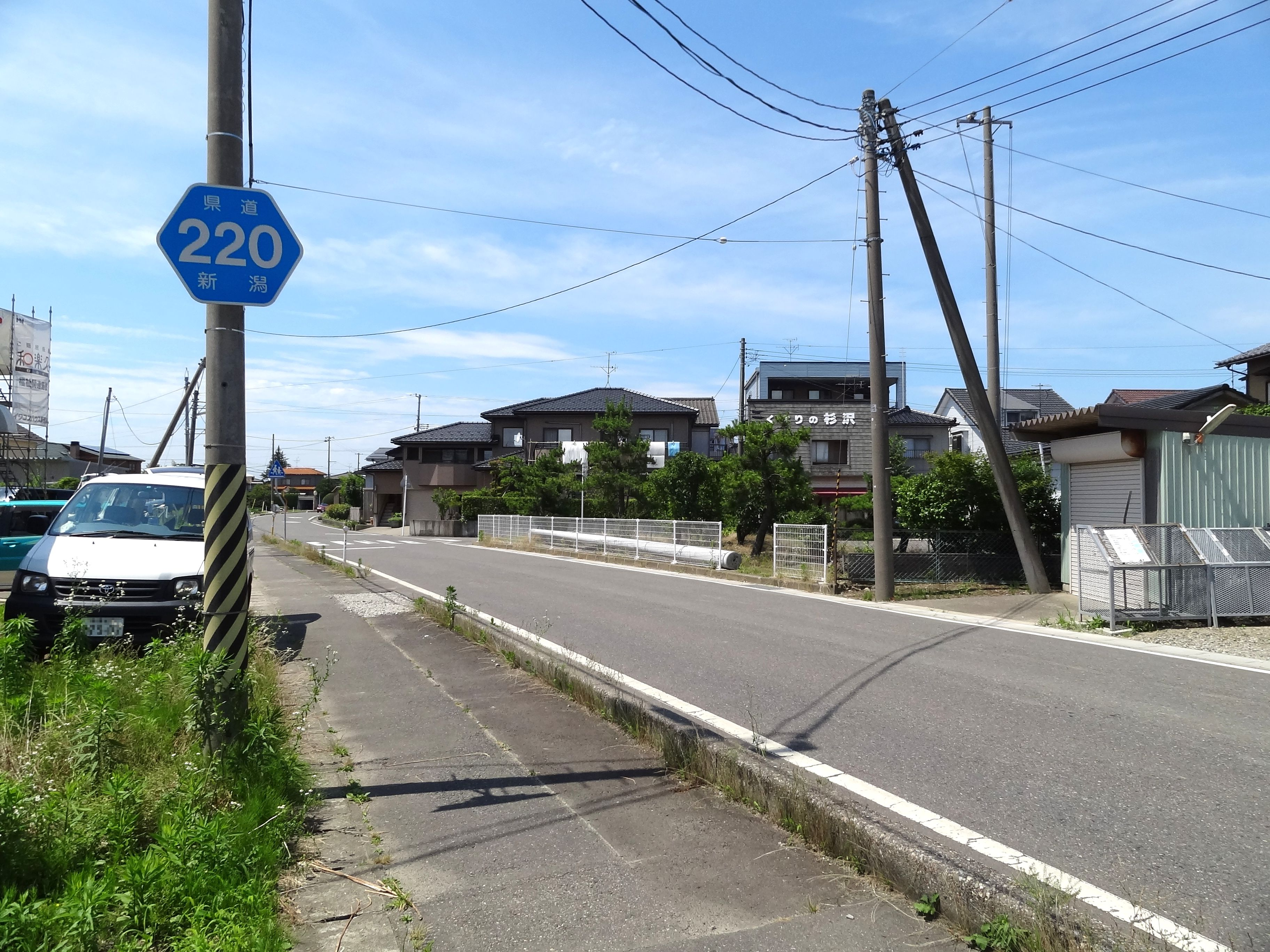
新潟市南区高井興野付近

## 概要

### 路線データ
- 起点：新潟市南区七軒町（味方橋東詰丁字路＝新潟県道66号白根西川巻線交点）
- 終点：新潟市江南区亀田本町四丁目（亀田本町四丁目交差点＝新潟県道5号新潟新津線交点）
- 路線データ：

## 路線状況

### 重複区間
- 新潟県道46号新潟中央環状線（新潟市南区上塩俵 - 新潟市秋葉区覚路津）
- 新潟県道1号新潟小須戸三条線（新潟市秋葉区覚路津字三枚潟 - 新潟市江南区酒屋町）

## 地理

### 通過する自治体
- 新潟県
新潟市（南区 - 秋葉区 - 江南区）

### 交差する道路
- 新潟市南区
  - 新潟県道66号白根西川巻線（味方橋東詰丁字路）
  - 国道8号（上塩俵交差点）
  - 新潟県道46号新潟中央環状線（同）
  - 新潟県道141号白根黒埼線（東笠巻新田交差点）
- 新潟市秋葉区
  - 新潟県道1号新潟小須戸三条線（三枚潟交差点）
  - 新潟県道46号新潟中央環状線（覚路津交差点）
- 新潟市江南区
  - 新潟県道1号新潟小須戸三条線（酒屋町）
  - 新潟県道247号沢海酒屋線（嘉瀬交差点）
  - 新潟市道弁天線（早通交差点）
  - 新潟県道5号新潟新津線（亀田本町四丁目交差点）